# Hôtel de Montmorin
El hôtel de Montmorin es un hôtel particulier situada en la esquina de la rue Oudinot y el Boulevard des Invalides en el 7 distrito de París que alberga la sede del Ministerio de Ultramar.

## Historia

### Antiguo Régimen y Revolución

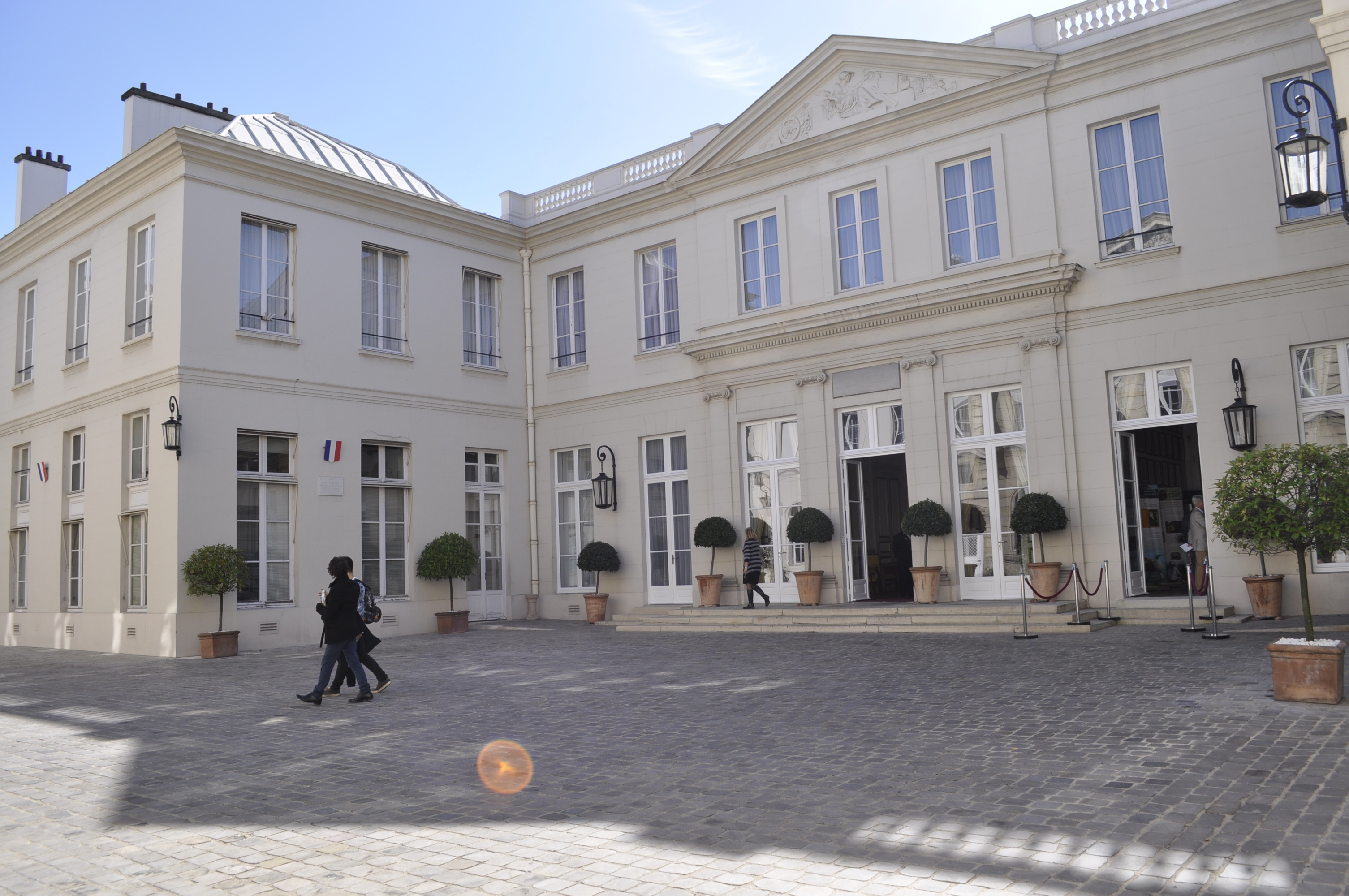
Tribunal.

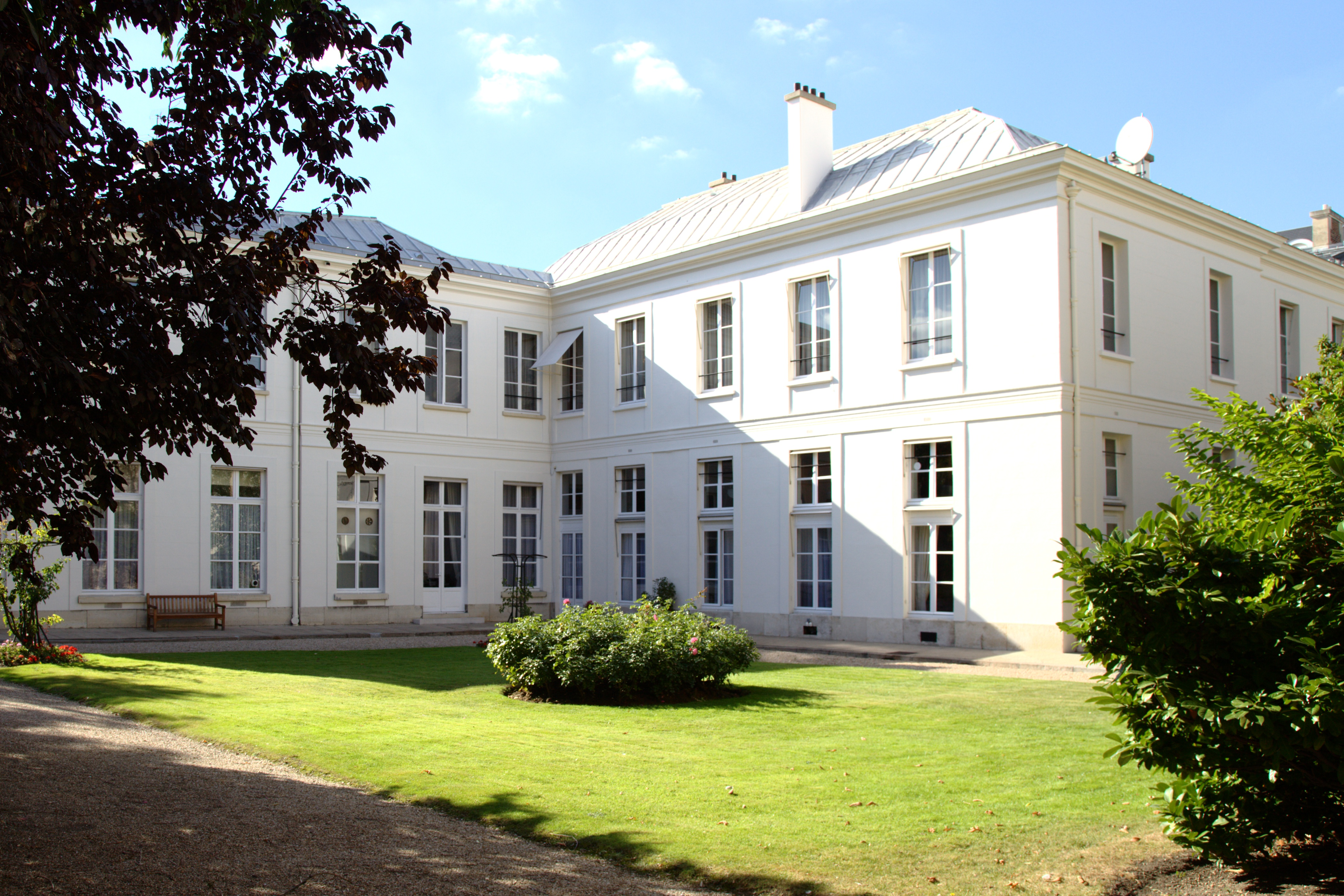
Jardín.

En 1768, Jean-Baptiste Gaillard de Beaumanoir, barón de Écouis, señor de Marigny, Dampierre, etc., hasta entonces domiciliada en la rue de la Chaise en la parroquia de Saint-Sulpice, adquirida a un tal Graz-Pajot, burgués de París, una parcela de terreno con una superficie de dos pisos y medio con, por un lado, un edificio principal y su jardín ornamental, por otro lado, un pantano que cubre aproximadamente la mitad del área total, todo ubicado al final de la rue Plumet (ahora rue Oudinot) en la esquina del boulevard du Midi, ahora boulevard des Invalides, cerca de la barrera Plumet. Gaillard de Beaumanoir se hizo cargo de importantes trabajos de reparación o reconstrucción y desarrollo, atribuidos al arquitecto Alexandre-Théodore Brongniart, se arruinó a expensas y vendió su propiedad en 1781.
El conde Armand Marc de Montmorin Saint-Hérem, ex embajador de Francia en España y futuro ministro de Asuntos Exteriores de Luis XVI, lo compró en 1784 para vivir allí con su esposa Françoise-Gabrielle née de Tanes, también su prima, y sus cuatro hijos: Victoire, futura esposa de La Luzerne; Pauline, futura condesa de Beaumont; Auguste, oficial naval y Antoine-Calixte.
Nuevas transformaciones realizadas bajo la dirección de Brongiart a partir de 1784 dieron al edificio principal del hotel el aspecto exterior que aún hoy conserva.
Muy cercano a Luis XVI, el Conde de Montmorin es acusado de haber participado en la organización del intento de fuga de la familia real, interrumpido en Varennes. arrestado después10 août 179210 de agosto de 1792, fue encerrado en la prisión de la Abadía y luego masacrado salvajemente durante las masacres de septiembre Madame de Montmorin y su hijo Antoine Calixte fueron guillotinados en 1794, al día siguiente de la muerte de su hija y la hermana de Victoire, que murió de una fiebre caliente en el viejo palais de l'Archevêché de Paris, convertido en el hospital penitenciario e l'Évêché. Pauline, divorciada del conde de Beaumont, murió prematuramente en 1803, cerca de Chateaubriand.
Cerrado y requisado en 1792,  fue devuelto en el año III a los supervivientes de los herederos del conde de Montmorin, que lo vendieron ese mismo año a Daniel Parker, ciudadano estadounidense. Luego pasa a Jean-Auguste Sevène en 1798, banquero rue d'Amboise.

### SigloXIX

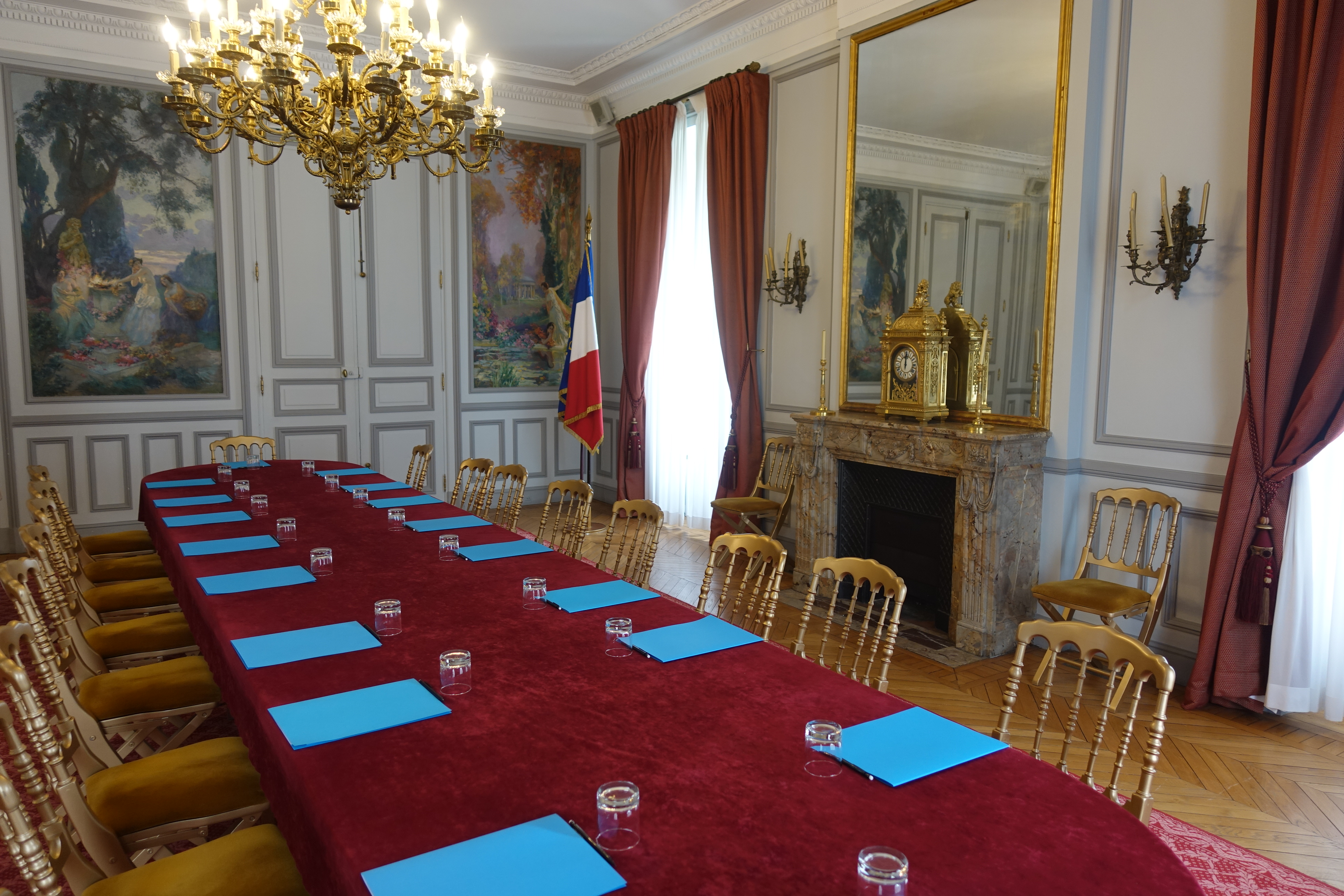
Sala de reunión.

En 1821 era propiedad del del general de división Conde Rapp, un especulador llamado Claude-François Bouriaud y más tarde ese año de Louis-Marie-Céleste, duque de Aumont, y en 1829 del banquero Théodore Beauvais quien lo revendió poco después a Anselme François-Marie marquis de Rochedragon.
En 1847, la Ciudad de París, indemnizada por el Estado por la expropiación del terreno y de la antigua casa de salud Dubois que le pertenecía en el Faubourg Saint-Martin y cuyo disfrute había sido concedido para el establecimiento de su Generalato a los Hermanos de la Christian Schools en 1819, compró el Hotel Plumet (antes Montmorin) y lo concedió a los Hermanos en compensación.
La nueva Casa Generalicia y el Instituto de los Hermanos de las Escuelas Cristianas la ocuparon durante casi cincuenta años. Luego se agregan varias alas a los edificios existentes.

### SiglosXXyXXI

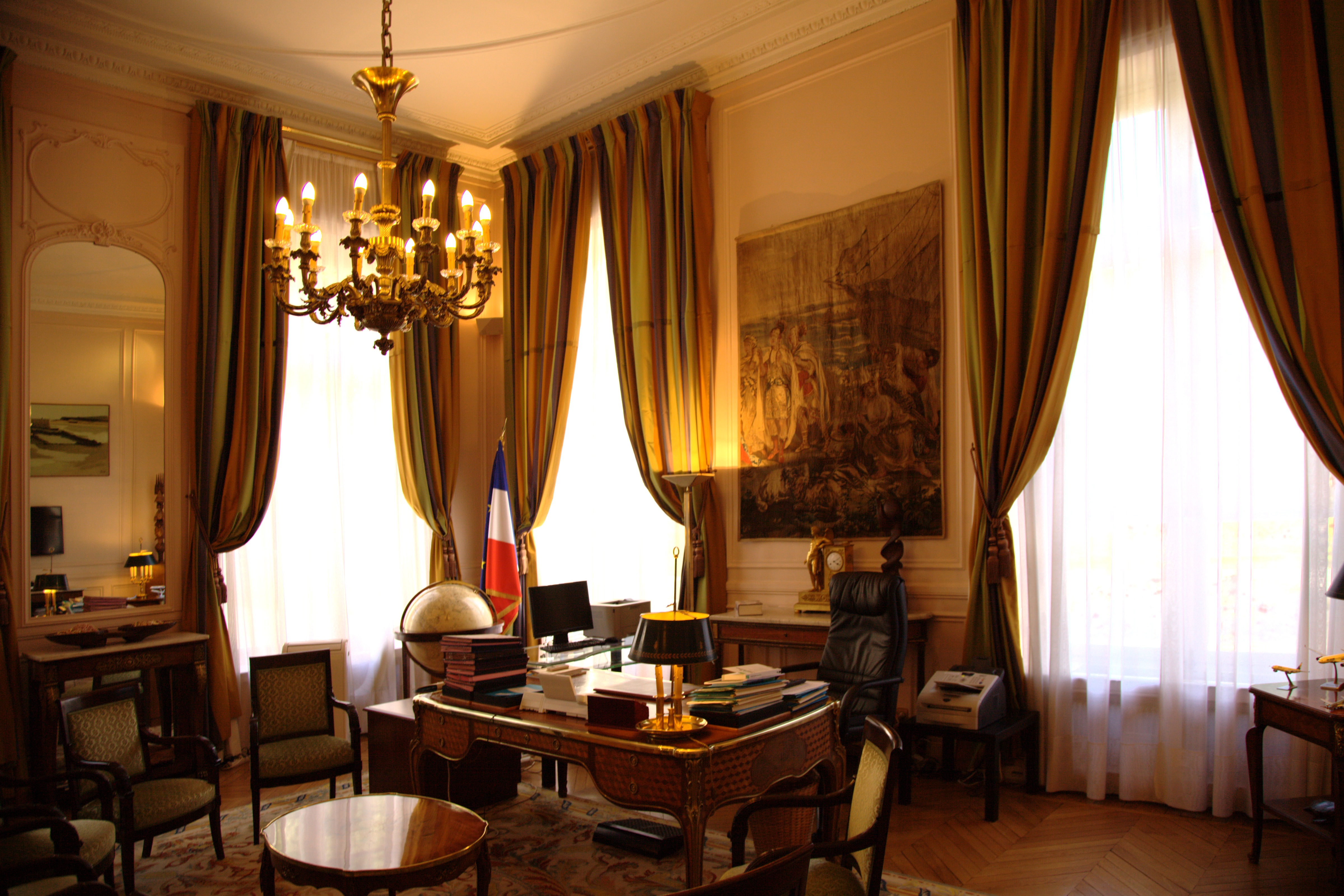
Despacho del Ministro en 2012.

Después de la proscripción de las congregaciones docentes por la ley del 7 de julio de 1904, los hermanos fueron llamados a abandonar el edificio que la Ciudad de París cedió en 1906 al Estado, a cambio de los cuarteles del Château d'Eau.
Poco después, el Ministerio de las Colonias fue trasladado del Pavillon de Flore al edificio de la rue Oudinot, números 25 y 27.

## Arquitectura
La fachada que da al patio está catalogada como monumento histórico desde el 8 de junio de 1926 (98 años).
Con una arquitectura muy sobria, está construido en dos niveles, todo en piedra. Tiene siete tramos, de los cuales los tres centrales, ligeramente salientes y rematados por un frontón triangular, forman un antepatio.
Está rematado por una balaustrada de piedra que oculta un techo bajo. Dos alas cortas lo prolongan a cambio.